# Дом Отдыха (Пензенская область)
 Дом Отдыха  — населённый пункт в Сосновоборского района Пензенской области. Входит в состав Нижнекатмисского сельсовета.

## География
Находится в восточной части Пензенской области на расстоянии приблизительно 9 км на юго-запад по прямой от районного центра посёлка Сосновоборск.

## История
Основан официально в 1950-е годы. В 2004 году — 8 хозяйств. В XIX веке на этом месте была деревня Васильевка из четырёх крестьянских дворов. В 1874 году на месте сгоревшей деревни началась строиться суконная фабрика (достроена в 1885 году), в 1924 году фабрика закрылась по причине ветхости. В оставшихся корпусах фабрики с 1929 года открылся дом отдыха. С 1978 года дом отдыха начал работать в круглогодичном режиме (после постройки пятиэтажного корпуса санаторного типа). С 1992 года дом отдыха становится пансионатом, на его базе работал детский оздоровительный лагерь. Ныне заброшен.

## Население
Численность населения: 75 человек (1959), 60 (1979), 40 (1989), 34 (1996). Население составляло 21 человек (русские 90 %) в 2002 году, 12 в 2010.